# Quernheim (Kirchlengern)
Quernheim is een plaats in de Duitse gemeente Kirchlengern, deelstaat Noordrijn-Westfalen, en telt 1.469 inwoners (1 januari 2021, incl. tweede-woningbezitters).
Tot Quernheim behoort het iets zuidwestelijker gelegen gehucht Reinkenort.
Quernheim is van origine een, weinig belangrijk, boerendorp in de schaduw van Stift Quernheim. Sedert circa 1970 wonen er in toenemende mate forensen met een werkkring in omliggende steden.